# Medaglia di Inigo d'Avalos
La medaglia di Inigo d'Avalos fu realizzata in bronzo dall'artista italiano Pisanello nel 1449 e misura 7,8 cm di diametro.

## Storia
Dopo aver coniato la celebre medaglia di Giovanni VIII Paleologo (1438), ristabilendo la tradizione di effigiare personaggi viventi come nelle monete dell'Impero Romano, Pisanello divenne molto richiesto dalle corti italiane, creando una ventina di medaglie.
A Napoli Pisanello si recò nel 1449, come testimonia la data sulla prima medaglia di Alfonso V e un documento datato 14 febbraio con il quale vengono tributati speciali onori all'artista. Qui realizzò almeno tre medaglie per Alfonso V d'Aragona e una per il suo cortigiano il conte Inigo d'Avalos, appartenente a un'illustre famiglia spagnola giunta in Italia al seguito della corte aragonese. La medaglia di Inigo viene in genere considerata come l'ultima certamente autografa di Pisanello.

## Descrizione
L'opera, dai chiari intenti celebrativi, è virtuosamente esente da una retorica troppo artificiosa, riuscendo a sottolineare l'autorità del personaggio con un misurato ricorso ad elementi decorativi.
Sul recto è effigiato di profilo Inigo d'Avalos in forma di busto fino alla spalla, girato a destra e indossante un capperone, con un ampio giro di panneggio, e un abito bordato di pelliccia. Il cappello e la fascia che fa da sciarpa sono qui usati con un effetto raffinatamente decorativo. Lungo il bordo in basso si legge il nome dell'effigiato DON INIGO DE DAVALOS.
Sul verso si vede una sfera con un ideale paesaggio montuoso con due città murate ai lati, un mare ondoso davanti e un cielo stellato: si tratta di una colta citazione omerica dello scudo di Achille. In alto si vede lo stemma dei D'Avalos tra due rose, mentre sotto si legge il motto PER VVI SE FA. Lungo il bordo corre la firma OPVS PISANI PICTORIS ("Opera del pittore Pisan[ell]o").